# Estación de Tsukushino
Tsukushino (つくし野駅 Tsukushino-eki?) es una estación de ferrocarril situada en la ciudad de Machida, Tokio. Sirve de parada para las líneas Den-en-toshi. Su código es DT23.

## La estación
Se trata de una estación que cuenta con dos andenes laterales que dan servicio a una vía cada uno. Las cocheras de Tokyu en Nagatsuta se encuentran cerca de la estación.

## Servicios ferroviarios
| procedencia/destino | < estación  | Línea | estación > | destino/procedencia                 |
| ------------------- | ----------- | ----- | ---------- | ----------------------------------- |
| Chuo-rinkan         | Suzukakedai |       | Nagatsuta  | Shibuya・Oshiage(Skytree)・Kasukabe |

## Galería de fotos

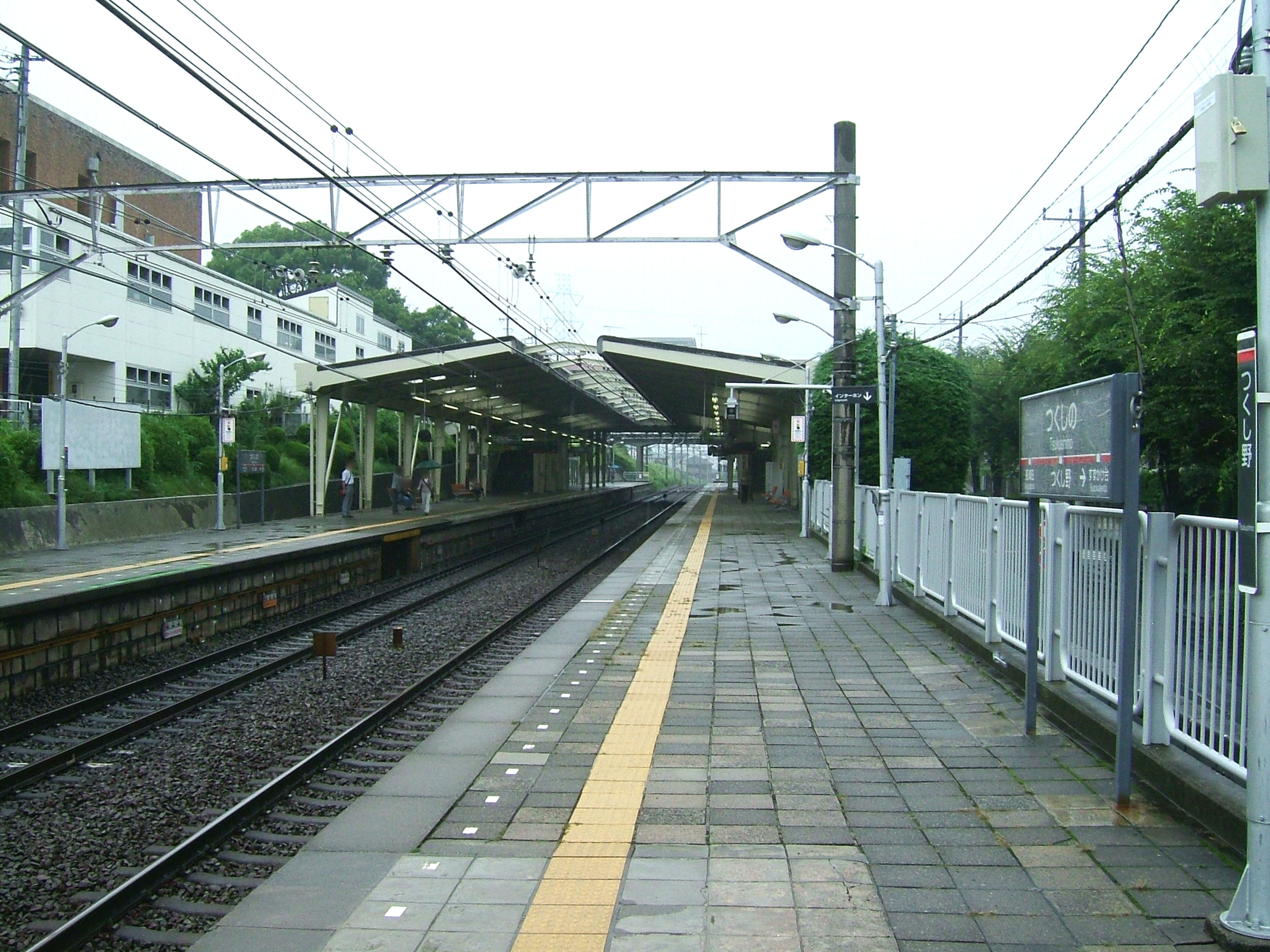
Andén (agosto de 2008)